# Michel Colombier
Michel Colombier (ur. 23 maja 1939 w Lyonie, zm. 14 listopada 2004 w Santa Monica) – francuski kompozytor muzyki filmowej, dyrygent. Był twórcą muzyki do 70 filmów, 41 produkcji telewizyjnych i wielu baletów. Czesław Niemen nagrał z jego orkiestrą płytę A Varsovie. W 2003 współpracował przy produkcji albumu American Life Madonny. Jest autorem muzyki obok Prince’a i Johna Nelsona do oskarowego filmu Purple rain.

## Filmografia

### Film
| Rok  | Tytuł                                                      | Reżyser                                |
| ---- | ---------------------------------------------------------- | -------------------------------------- |
| 1964 | FX 18                                                      | Maurice Cloche                         |
| 1965 | Trefna broń (L'Arme à gauche)                              | Claude Sautet                          |
| 1966 | Nowy świat (Un monde nouveau)                              | Vittorio De Sica                       |
| 1966 | Ogrodnik z Argenteuil (Le jardinier d'Argenteuil)          | Jean-Paul Le Chanois                   |
| 1970 | Narkotyk (La Horse)                                        | Pierre Granier-Deferre                 |
| 1972 | Gliniarz (Un flic)                                         | Jean-Pierre Melville                   |
| 1984 | Purpurowy deszcz (Purple Rain)                             | Albert Magnoli                         |
| 1984 | Przeciw wszystkim (Against All Odds)                       | Taylor Hackford                        |
| 1985 | Białe noce (White Nights)                                  | Taylor Hackford                        |
| 1986 | Bezlitośni ludzie (Ruthless People)                        | Jim Abrahams David Zucker Jerry Zucker |
| 1986 | Złote dziecko (The Golden Child)                           | Michael Ritchie                        |
| 1987 | Miłość i pieniądze (Surrender)                             | Jerry Belson                           |
| 1989 | Kochaś (Loverboy)                                          | Joan Micklin Silver                    |
| 1989 | Wielka bitwa Asteriksa (Astérix et le coup du menhir)      | Philippe Grimond                       |
| 1991 | New Jack City                                              | Mario Van Peebles                      |
| 1992 | Podwójny kamuflaż (Deep Cover)                             | Bill Duke                              |
| 1992 | Szalona rodzinka (Folks!)                                  | Ted Kotcheff                           |
| 1994 | Pierwsza liga II (Major League II)                         | David S. Ward                          |
| 1996 | Żyleta (Barb Wire)                                         | David Hogan                            |
| 1998 | Jak Stella zdobyła miłość (How Stella Got Her Groove Back) | Kevin Rodney Sullivan                  |
| 2002 | Rejs w nieznane (Swept Away)                               | Guy Ritchie                            |

## Nagrody i nominacje
| Rok  | Nagroda        | Kategoria                                        | Film                                         | Rezultat  |
| ---- | -------------- | ------------------------------------------------ | -------------------------------------------- | --------- |
| 1983 | César          | Najlepsza muzyka                                 | Pokój w mieście (Une chambre en ville, 1982) | Nominacja |
| 1984 | Saturn         | Najlepsza muzyka                                 | Purpurowy deszcz (1983)                      | Nominacja |
| 1985 | Nagroda Grammy | Najlepszy album soundtrack dla mediów wizualnych | Przeciw wszystkim (1984)                     | Nominacja |
| 1986 | Złoty Glob     | Najlepsza muzyka                                 | Białe noce (1985)                            | Nominacja |
| 1996 | César          | Najlepsza muzyka                                 | Élisa (1995)                                 | Wygrana   |